# Белые Ославы
Бе́лые Осла́вы (укр. Білі Ослави) — село в Делятинской поселковой общине Надворнянского района Ивано-Франковской области Украины.
Население по переписи 2001 года составляло 4525 человек. Занимает площадь 40.404 км². Почтовый индекс — 78460. Телефонный код — 03475.